# Oliver Williamson
Oliver Eaton Williamson (Superior, 27 settembre 1932 – Berkeley, 21 maggio 2020) è stato un economista statunitense, famoso in particolare per i suoi studi sui costi di transazione. Nel 2009 è stato insignito del Premio Nobel per l'economia, insieme a Elinor Ostrom, con la motivazione: "per la sua analisi della governance economica specialmente per i limiti dell'impresa".
Oliver Williamson è l'ideatore del filone di studi che prende il nome di Economia Neo-Istituzionalista (New Institutional Economics), conosciuta anche come Economia dei costi di transazione (Transaction Costs Economics). I suoi contributi sono influenti nelle scienze sociali.

## Biografia
Williamson è nato a Superior, Wisconsin, il 27 settembre 1932. Era figlio di Sara Lucille (Dunn) e Scott Williamson, entrambi insegnanti di scuola superiore.
Ha frequentato la Central High School a Superior, si è laureato in management presso la MIT di Boston nel 1955. Dopo la laurea, ha lavorato come ingegnere di progetto per la General Electric e per la Central Intelligence Agency.
Williamson ha conseguito un MBA presso la Stanford University nel 1960 e il dottorato di ricerca presso la Carnegie Mellon University nel 1963. Studente di Ronald Coase, Herbert A. Simon e Richard Cyert, si è specializzato in economia dei costi di transazione.
Dal 1963 al 1965 è stato professore assistente di economia presso l'Università di Berkeley. Dal 1965 al 1983 è stato professore all'Università della Pennsylvania e dal 1983 al 1988 professore di economia del diritto e dell'organizzazione alla Yale University. Mentre era a Yale, Williamson è stato uno dei fondatori di The Journal of Law, Economics, & Organization. Ha quindi insegnato economia aziendale, economia e diritto all' Università della California dal 1988. Come Fulbright Distinguished Chair, nel 1999 ha insegnato Economia e Commercio all'Università di Siena.
Williamson è morto a 87 anni il 21 maggio 2020 a Berkeley, in California.

## Teoria economica
Partendo dalla teoria dell'impresa di Ronald Coase e, ancor prima, dagli studi di J. R. Commons, Williamson sostiene che ogni organizzazione economica nasce dal tentativo di minimizzare costi di transazione in contesti caratterizzati da contratti incompleti, investimenti specifici, razionalità limitata e opportunismo. Tale circostanza comporta che ogni organizzazione economica soffra di un problema di contrattazione incompleta. Sono incompleti i contratti i cui termini siano osservabili dalle parti contrattuali ma non verificabili ed eseguibili con certezza e in via forzosa, da terze parti nel caso in cui sorgano controversie tra i contraenti (tipicamente l'autorità giudiziaria). Più precisamente si può affermare che le cause di incompletezza risiedono:
- nell'impossibilità da parte dei contraenti di prevedere ogni possibile contingenza futura che dovesse verificarsi nel corso della relazione;
- negli elevati costi di contrattazione sostenuti dalle parti per accordarsi su ogni singola circostanza e il costo di descriverla in modo esaustivo nel contratto;
- nel costo di ricorrere al sistema legale per ottenere l'adempimento del contratto;
- nella difficoltà di ottenere l'enforcement del contratto, a causa delle limitate informazioni esistenti tra le parti riguardo ad azioni, caratteristiche o stati del mondo, oppure alla difficoltà di trasmettere queste informazioni all'autorità esterna.

L'incompletezza dei contratti e la tendenza delle organizzazioni ad abbattere i costi di transazione si traducono nella tendenza a internalizzare le transazioni mediante un'integrazione verticale a monte (con i fornitori) e a valle (con i clienti finali). Tale tendenza all'integrazione era già stata notata da Marshall.
Williamson sottolinea in particolare che se le parti inizialmente pattuiscono una determinata cosa, e solo successivamente si rendono conto che quanto pattuito non rispecchia le reali intenzioni delle parti, allora qualunque adattamento che avverrà dopo sarà necessariamente incompleto. Questa è una diretta conseguenza della razionalità limitata, proprio perché gli individui non sono in grado di descrivere in maniera del tutto razionale gli eventi che si verificano nel mondo che li circonda. Quando i contratti sono incompleti, ogni promessa è esposta al rischio di rinegoziazione, specie nei casi in cui le transazioni richiedono investimenti specifici o irreversibili che mantengono un valore elevato solo all'interno di una data transazione. Ciò comporta che transazioni incomplete sostenute da investimenti specifici saranno realizzate solo quando le parti sosterranno elevati costi di transazione volti a ridurre il rischio di rinegoziazioni contrattuali.
Per Williamson l'obiettivo di ogni istituzione economica del capitalismo e quindi di ogni organizzazione economica è quello di ridurre i costi di transazione sia ex ante sia ex post e la loro interdipendenza. Secondo Williamson, l'impresa nasce come soluzione istituzionale al fallimento del mercato in presenza di contratti incompleti.
I suoi studi sui costi di transazione lo hanno portato a sostenere che un'organizzazione ha interesse a stabilire rapporti duraturi con un singolo fornitore invece di acquistare di volta in volta da fornitori diversi, scegliendo ogni volta il fornitore migliore. Per esempio, se un'azienda elettrica acquista carbone di cui necessita giornalmente per produrre energia - essendo dunque 'specifica' ai fornitori della materia prima - e se non è possibile scrivere un contratto completo, essa può trovare conveniente stabilire un rapporto di lungo periodo con uno o pochi fornitori invece di acquistare giorno per giorno o settimana per settimana dal fornitore che ogni volta offre le migliori condizioni di acquisto. Anche il rapporto acquirente-fornitore sarà differente nei due casi, ha argomentato Williamson.
Alcuni economisti hanno sottoposto a verifica empirica la teoria dei costi di transazione: un esempio importante si trova nello scritto di Paul L. Joskow, "Contract Duration and Relationship-Specific Investments: Empirical Evidence from Coal Markets," pubblicato dall'American Economic Review, del marzo 1987.

## Opere
- The economics of discretionary behavior: managerial objectives in a theory of the firm, Englewood Cliffs, N.J., Prentice-Hall, 1964.
- Corporate control and business behavior; an inquiry into the effects of organization form on enterprise behavior, Englewood Cliffs, N.J., Prentice-Hall, 1970.
- Markets and hierarchies, analysis and antitrust implications: a study in the economics of internal organization, New York, Free Press, 1975.
- Antitrust law and economics, Houston, Dame Publications, 1980.
- The economic institutions of capitalism: firms, markets, relational contracting, New York, Free Press, 1985.
- Economic organization: firms, markets, and policy control, New York, New York University Press, 1986.
- Antitrust economics: mergers, contracting, and strategic behavior, New York, B. Blackwell, 1987.
- Organization theory: from Chester Barnard to the present and beyond, New York, Oxford University Press, 1990.
- Industrial organization, Brookfield, Vt., USA, E. Elgar Pub., 1990.
- The nature of the firm: origins, evolution, and development, con Sidney G Winter e R. H. Coase, New York, Oxford University Press, 1991.
- The mechanisms of governance, New York, Oxford University Press, 1996.
- The economics of transaction costs, Scott E. Masten, Northampton, Mass., E. Elgar Pub., 1999.

### Edizioni in lingua italiana
- Le istituzioni economiche del capitalismo. Imprese, mercati, rapporti contrattuali, trad. di The economic institutions of capitalism, Milano, F. Angeli, 1988.
- L'organizzazione economica. Imprese, mercati e controllo politico, trad. di Economic organization, Bologna, Il Mulino, 1991.
- I meccanismi del governo. L'economia dei costi di transazione: concetti, strumenti, applicazioni, trad. di The mechanisms of governance, Milano, F. Angeli, 1998.

## Premi
- Alexander Henderson Award, 1962
- Fellow, Econometric Society, 1977
- Fellow, American Academy of Arts and Sciences, 1983
- Member, National Academy of Science, 1994
- Fellow, American Academy of Political and Social Science, 1997
- Horst Claus Rechtenwald Prize in Economics, 2004
- Premio Nobel per l'economia, 2009